# Especificidad (epidemiología)
La especificidad de una prueba es la probabilidad de que un sujeto sano tenga un resultado negativo en la prueba. La especificidad es el porcentaje de verdaderos negativos o la probabilidad de que la prueba sea negativa si la enfermedad no está presente. Los falsos positivos son sujetos sanos diagnosticados como enfermos. 
{\displaystyle {\text{Especificidad}}={\frac {VN}{VN+FP}}}
Donde VN, serían los verdaderos negativos; y FP, los falsos positivos. 
Por eso a la especificidad también se le denomina fracción de verdaderos negativos (FVN). Con la especificidad lo que se detecta son los individuos sanos. Por ejemplo, si en una prueba queremos que las personas que no tengan SIDA no den resultados positivos, esa prueba debe tener un 99% de especificidad. Así, tan solo un 1% del total se corresponderán con falsos positivos.
No obstante, cada prueba tendrá mayor o menos porcentaje tanto en especificidad (SP) como en sensibilidad (SE) dependiendo de su punto de corte. Lo ideal sería que no se solapasen y al hacer un test solamente obtuviésemos verdaderos positivos (enfermos) y verdaderos negativos (sanos) pero no es así, por lo que siempre habrá individuos que salgan positivos pero no tengan la enfermedad y viceversa. Por ello lo importante es para cada enfermedad y cada tipo de test, ver qué podemos despreciar o qué es más importante considerar y poner el punto de corte en su lugar justo.
Para seleccionar un punto de corte adecuado, podemos ayudarnos de las curvas de rendimiento diagnóstico conocidas como curvas ROC (del inglés, Receiver Operating Characteristic). En ellas se representa la sensibilidad de la técnica diagnóstica frente el valor que se obtiene al restarle la especificidad a la unidad (1-especificidad). El área bajo la curva obtenida oscila entre un valor de 0,5 (no discrimina entre un enfermo y un falso positivo) y 1 (test diagnóstico perfecto), siendo aceptable un valor de 0,8. Sabiendo esto, podemos jugar con los valores de especificidad y sensibilidad hasta validar nuestra técnica diagnóstica.
En diagnóstico clínico, cuando el valor de especificidad supera el 80%, se considera buena.[cita requerida]
Por regla general, se elige una prueba muy específica cuando prefieres obtener falsos negativos en lugar de falsos positivos, es decir, necesitas asegurarte de que el paciente tiene realmente la enfermedad. Esto se da en el caso de que la enfermedad sea grave y prácticamente incurable por lo que desde el punto de vista sanitario y psicológico es importante saber que no se padece la enfermedad, ya que un resultado positivo falso supone un trauma económico y psicológico para el sujeto. Por ejemplo, una prueba para detectar una enfermedad que implique una operación, es imprescindible asegurarse de que el paciente está enfermo y necesita la operación, para no operar a un paciente sano.
Hay que tener en cuenta que la tasa de verdaderos negativos puede estar sobrevalorada, puesto que para calcular la especificidad se emplea una población de estudio muy bien definida y claramente dividida entre enfermos y sanos. Sin embargo, en la realidad el espectro de la enfermedad puede ser mayor y la especificidad "real" será menor de la esperada. Los parámetros que nos indican realmente la eficacia del test aplicado a cada población son los Valores predictivos.